# Sox-2
SOX-2 (auch Sox2) ist ein Transkriptionsfaktor, der essentiell für die Aufrechterhaltung der Selbsterneuerung von undifferenzierten embryonalen Stammzellen ist. Der Name ist die Abkürzung von „sex determining region Y (SRY)- box 2“ („geschlechtsbestimmende Region Y-Box 2“). Im menschlichen Genom liegt das Gen für SOX-2 auf Chromosom 3 (Locationen: 3 A2-B und 3 15.0 cM).

## Funktion
SOX-2 ist ein Mitglied der Sox-Familie, einer Familie von Transkriptionsfaktoren, die eine Schlüsselrolle in vielen Stadien der Säugetierentwicklung spielen – unter anderem sind sie in die Regulation der embryonalen Entwicklung und der Bestimmung des Zellschicksals involviert. Diese Proteinfamilie teilt die HMG-Box (High-Mobility-Group-Proteine) genannten hochkonservierten DNA-Bindungsdomänen, die etwa 80 Aminosäuren enthalten.
Ebenso konnte eine Aktivität des Transkriptionsfaktors in neuronalen Stammzellen nachgewiesen werden.
Es wird vermutet, dass SOX-2 die Expression eines anderen Transkriptionsfaktors, Oct-4, kontrolliert.
Mutationen des Gens sind assoziiert mit der bilateralen Anophthalmie, einer schweren Form von struktureller Augenfehlbildung.
Die ektopische („ex topos – aus dem Ort heraus“) Expression von SOX-2 ist vermutlich in die Ausprägung der abnormalen Differenzierung von Darmkrebszellen involviert.

## Bedeutung für die Stammzellenforschung
SOX-2 ist einer der Schlüsselfaktoren zur Herstellung künstlicher Stammzellen (induzierte pluripotente Stammzellen, iPS). Bei dem Verfahren der künstlichen Reprogrammierung von Stammzellen wird das Gen SOX-2 (neben den anderen bislang identifizierten Pluripotenzgenen Oct-4, c-Myc, Klf-4, Nanog und lin-28) durch Retroviren oder Adenoviren in somatische Zellen eingeschleust und die Zelle dadurch in den Zustand einer Stammzelle zurückversetzt.